# 6. březen
6. březen je 65. den roku podle gregoriánského kalendáře (66. v přestupném roce). Do konce roku zbývá 300 dní. Svátek má Miroslav.

## Události

### Česko
- 1282 – Nejmladší dcera Přemysla Otakara I. Anežka založila špitál na Františku
- 1402 – Došlo ke druhé vzpouře proti Václavu IV., kterého jeho bratr Zikmund zajal a odvlekl do Vídně.
- 1628 – Císař Ferdinand II. Štýrský vydal Restituční výnos.
- 1645 – Bitva u Jankova, jeden z nejkrvavějších ozbrojených střetů třicetileté války.
- 1923 – Národní shromáždění schválilo zákon na ochranu republiky.
- 1948 – Premiéra divadelní hry Divotvorný hrnec v Divadle ABC v režii Jiřího Voskovce
- 1990 – Z názvu České socialistické republiky jako součásti Československa bylo zákonem České národní rady vypuštěno slovo socialistický.
- 2016 – Nejvíce Českých lvů – šest – získal film Jana Prušinovského Kobry a užovky.

### Svět
- 0012 př. n. l. – Římský císař Augustus získal titul Pontifex maximus, který přidružil k titulu císaře.
- 0961 – Byzantský císař Nikeforos II. dobyl Chandax, konec krétského emirátu.
- 1521 – Portugalský mořeplavec Fernão de Magalhães objevil souostroví Mariany, přistál na Guamu.
- 1836 – Po třináctidenním obléhání skočila tzv. Bitva o Alamo. 4 000 vojáků mexické armády porazilo posádku 189 texaských dobrovolníků hájících pevnost Alamo.
- 1853 – V Benátkách se uskutečnila premiéra opery Giuseppe Verdiho La traviata.
- 1856 – Byla založena zemědělská univerzita v Marylandu – Maryland Agricultural College.
- 1869 – Dmitrij Ivanovič Mendělejev předvedl poprvé u ruské chemické společnosti periodickou tabulku prvků.
- 1882 – Vzniklo Srbské království.
- 1899 – Německá chemická společnost Bayer obdržela registrovanou ochrannou známku na aspirin.
- 1901 – V Brémách došlo k pokusu o atentát na posledního německého císaře Viléma II.
- 1902 – V Madridu byl založen fotbalový klub Real.
- 1938 – Španělská občanská válka: Republikáni zvítězili v noční bitvě u mysu Palos.
- 1940 – Finsko a Rusko během Zimní války podepsaly příměří.
- 1945
  - V Rumunsku převzali vládu komunisté.
  - Německý Wehrmacht zahájil operaci Jarní probuzení, poslední velkou ofenzivu ve druhé světové válce.
  - Americká armáda obsadila Kolín nad Rýnem.
- 1946 – Ho Či Min podepsal dohodu s Francií, která v ní uznala Vietnam jako autonomní stát.
- 1948 – První klimatizovaná námořní loď USS Newport News vyplula z přístavu Newport News, ve Virginii.
- 1950 – USA a Spojené království protestovaly proti vykázání Němců z Polska.
- 1951 – V USA začal proces s manželi Rosenbergovými
- 1953 – Georgij Malenkov se po úmrtí Josifa Stalina stal předsedou Rady ministrů SSSR.
- 1957
  - Britské kolonie Zlaté pobřeží a Togoland se staly nezávislou republikou Ghana, která tak jako první země subsaharské Afriky získala nezávislost na Spojeném království.
  - Izrael stáhl vojenské jednotky ze Sinaje.
- 1975 – Írán a Irák uzavřely Alžírskou smlouvu, která měla urovnat jejich pohraniční spory.
- 1984 – Začala dvanáctiměsíční stávka, která postihla britský důlní průmysl.
- 1986 – Sovětská kosmická sonda Vega 1 prolétla ve vzdálenosti 8 900 kilometrů kolem Halleyovy komety.
- 1987 – Při havárii britského trajektu Herald of Free Enterprise zahynulo 193 cestujících.
- 1992 – Poprvé se projevil počítačový virus Michelangelo.
- 1994 – Obyvatelé Moldávie v referendu odmítli případné sloučení země s Rumunskem.

## Narození
Automatický abecedně řazený seznam existujících biografií viz Kategorie:Narození 6. března

### Česko

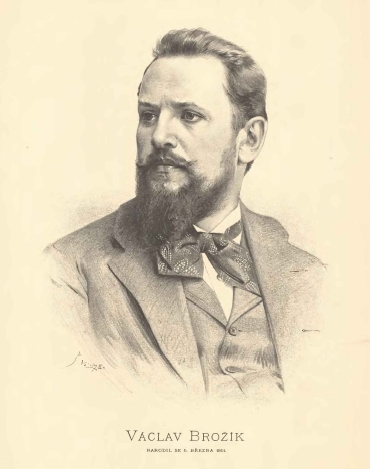
Václav Brožík (* 1851)

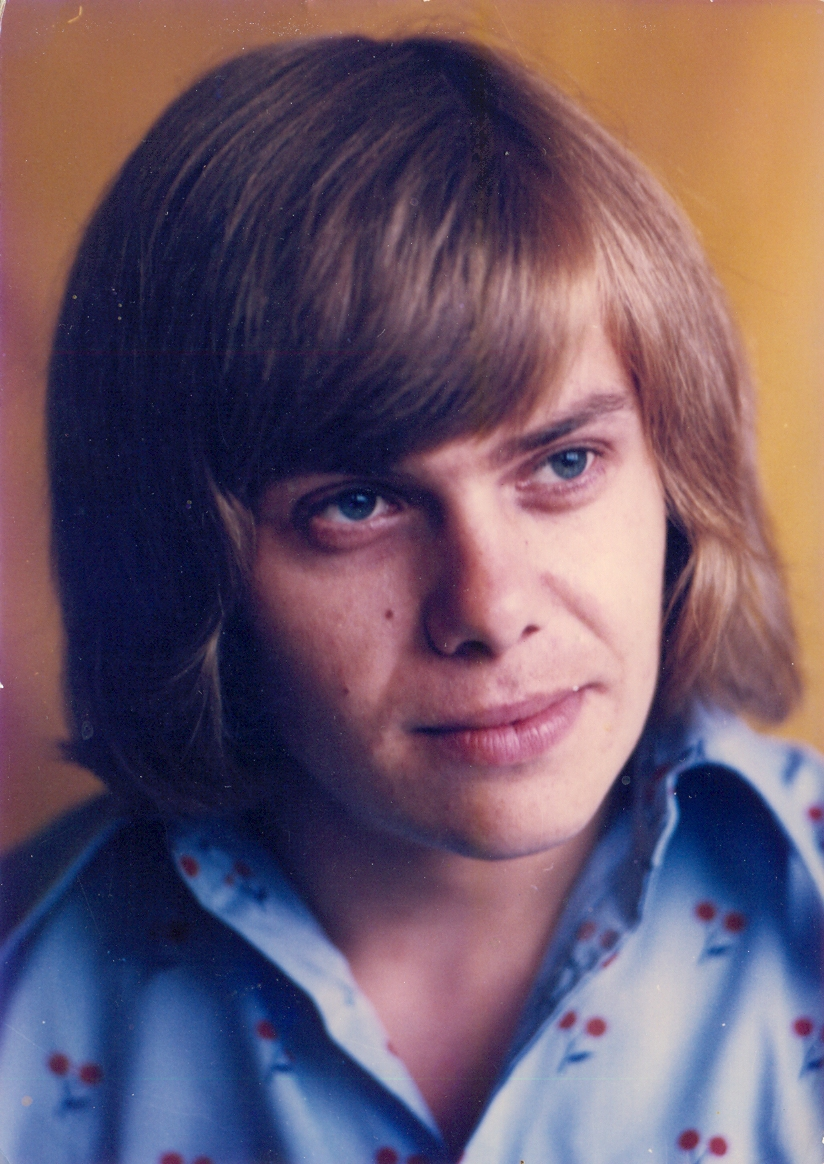
Jiří Schelinger (* 1951)

- 1738 – Jaroslav Schaller, piaristický kněz, historik a topograf († 6. ledna 1809)
- 1754 – Josefína Dušková, operní pěvkyně († 8. ledna 1824)
- 1804 – Josef František Frič, vlastenec, advokát a politik († 21. května 1876)
- 1828 – Josef Klimeš, starosta Chrudimi a poslanec († 11. května 1900)
- 1851 – Václav Brožík, malíř († 15. dubna 1901)
- 1854 – Josef Kaněra, státní úředník a politik († 1. října 1914)
- 1858 – Jiří Polívka, filolog, slavista († 21. března 1933)
- 1868 – František Hamza, lékař a spisovatel († 4. června 1930)
- 1862 – Josef Luksch, sudetoněmecký statkář a politik († 26. listopadu 1936)
- 1870 – Jan Jesenský, profesor stomatologie Karlově univerzitě († 19. května 1947)
- 1871 – Josef Melzer, stavitel varhan († 29. listopadu 1958)
- 1877 – Josef Tadra, varhaník, hudební skladatel a pedagog
- 1882
  - August Bayer, profesor dendrologie, fytopatologie a bakteriologie († 23. února 1942)
  - Karel Pergler, právník, politik a diplomat († 14. srpna 1954)
- 1883 – Jindřich Seidl, hudební skladatel († 3. září 1945)
- 1884 – Bedřich Feigl, malíř a grafik († 17. prosince 1965)
- 1888 – Eva Vrchlická, herečka, překladatelka, dramatička a spisovatelka († 18. července 1969)
- 1889 – Eduard Kohout, herec († 25. října 1976)
- 1904
  - Vítězslav Lederer, uprchlík z koncentračního tábora Auschwitz († 5. dubna 1972)
  - Bedřich Pokorný, důstojník československé tajné služby († 25. března 1968)
- 1907 – Nina Bonhardová, spisovatelka, novinářka a publicistka († 30. června 1981)
- 1908
  - Cyril Chramosta, malíř, grafik a stavitel († 3. prosince 1990)
  - Rudolf Protiva, pilot v RAF († 17. ledna 1949)
- 1911
  - Samuel Takáč, ministr vlády Československa († 21. září 1981)
  - František Teuner, lékař a pronacistický kolaborant († 25. června 1978)
- 1912 – Bořivoj Zeman, režisér a scenárista († 23. prosince 1991)
- 1920 – Josef Kozák, volejbalista († 7. června 2000)
- 1923 – Sylva Lacinová, sochařka († 20. ledna 2019)
- 1926 – Miroslav Klega, hudební skladatel a pedagog († 25. června 1993)
- 1932 – Jan Jindra, veslař, olympijský vítěz
- 1938 – Lubomír Malý, violista a hudební pedagog
- 1939
  - Eva Broklová, historička
  - Peter Glotz, německý politik a publicista česko-německého původu († 25. srpna 2005)
- 1941
  - Magdalena Hrabánková, ekonomka, rektorka Jihočeské univerzity († 1. září 2011)
  - Lubomír Mátl, sbormistr
  - Ferdinand Minařík, československý žokej a dostihový trenér
- 1942 – Karel Barták, politik a lékař
- 1944 – Josef Peterka, spisovatel
- 1951
  - Milan Hlavsa, hudebník, spoluzakladatel skupiny The Plastic People of the Universe († 5. ledna 2001)
  - Jiří Schelinger, zpěvák a hudebník († 13. dubna 1981)
- 1952 – Stanislav Motl, novinář a spisovatel
- 1953 – Ignác Antonín Hrdina, kněz, soudce, specialista na církevní právo
- 1957 – Jan Sapák, architekt, teoretik architektury
- 1958 – Věra Müllerová, klavíristka
- 1968 – Pavlína Nytrová, politička
- 1987 – Kateřina Bartůněk Hrstková, tanečnice
- 1989 – Markéta Břízová, modelka a Supermiss 2013

### Svět

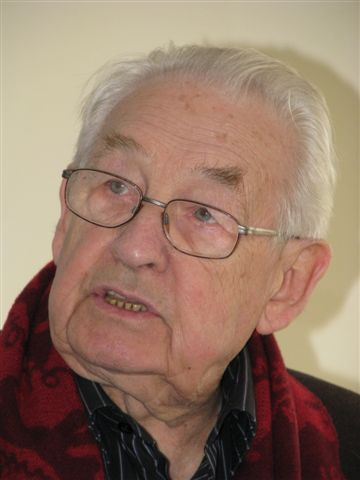
Andrzej Wajda (* 1926)

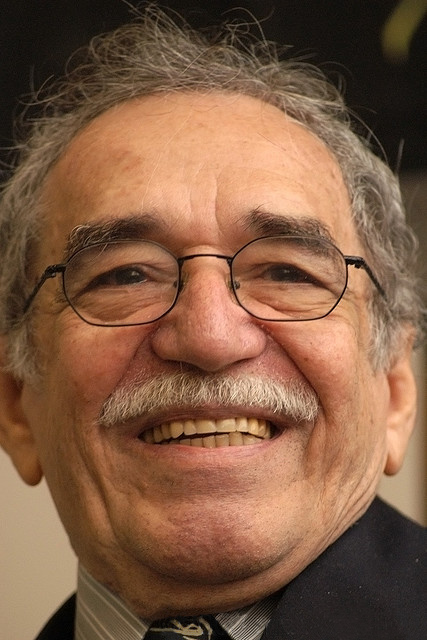
Gabriel García Márquez (* 1927)

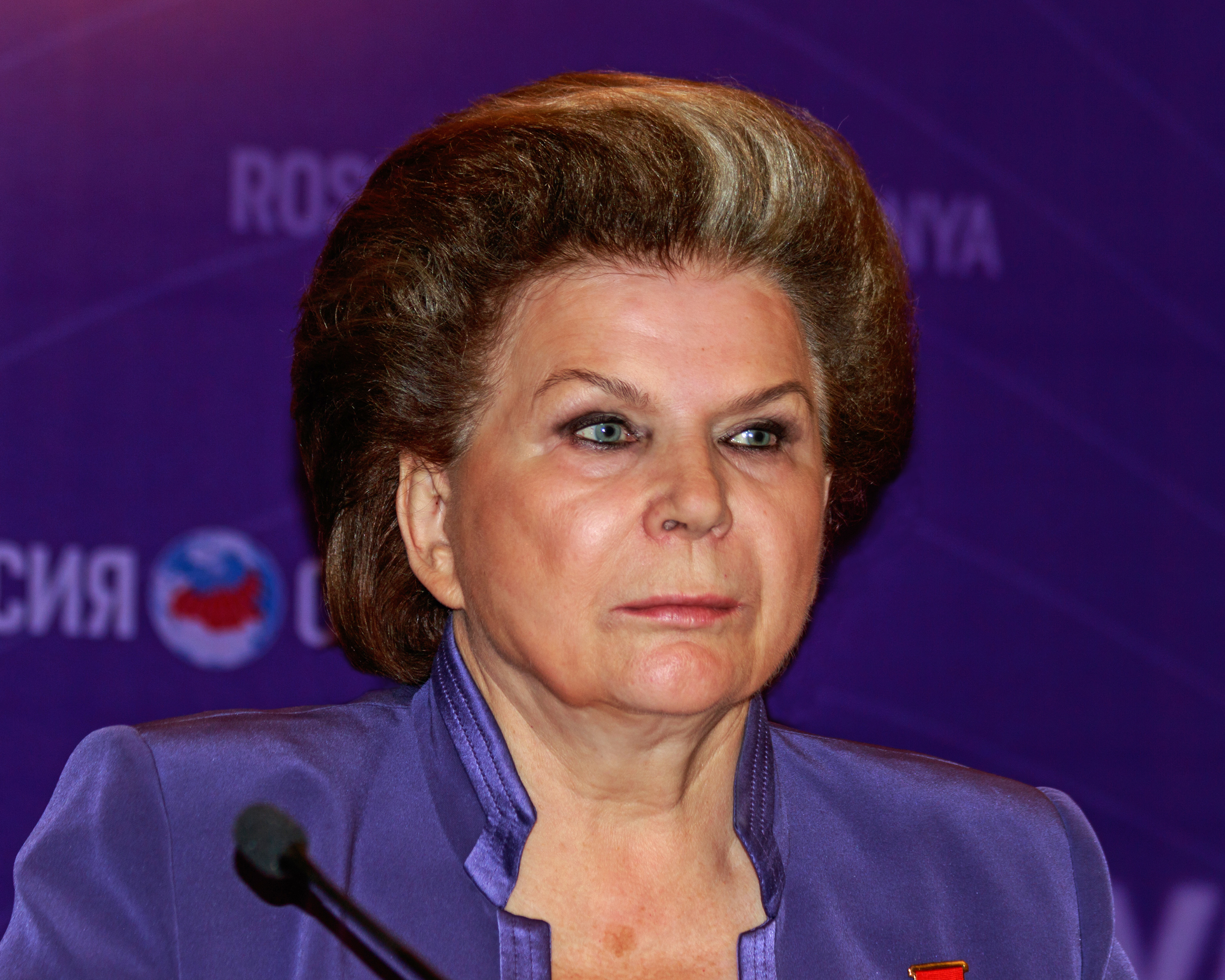
Valentina Těreškovová (* 1937)

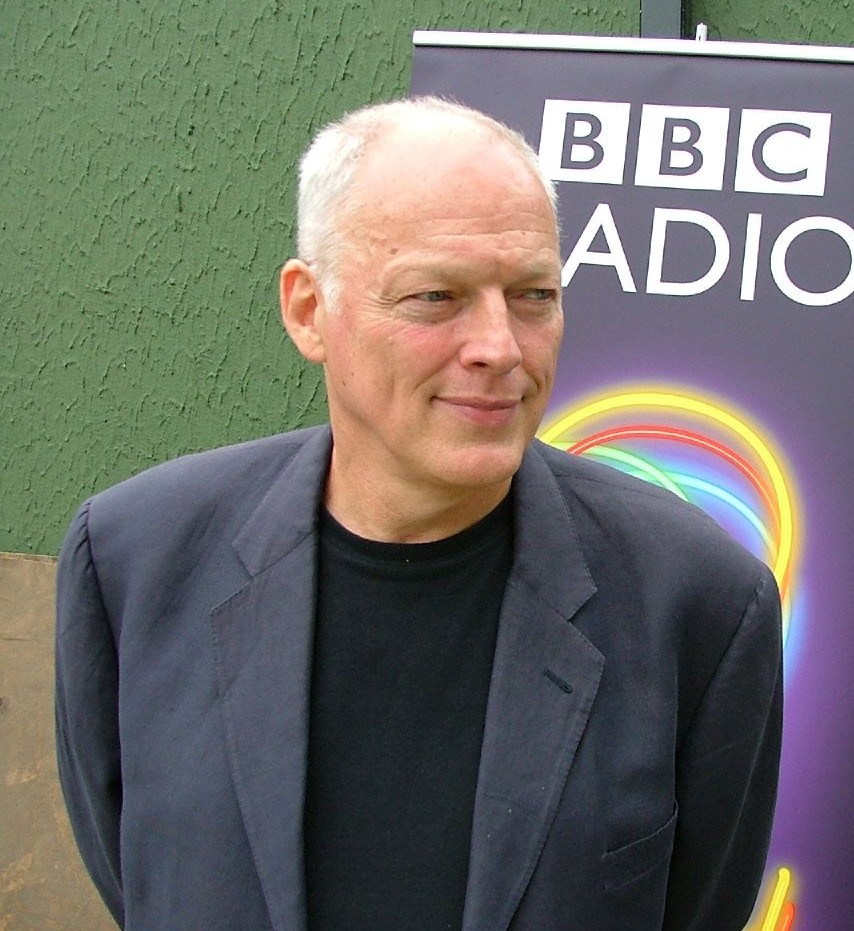
David Gilmour (* 1946)

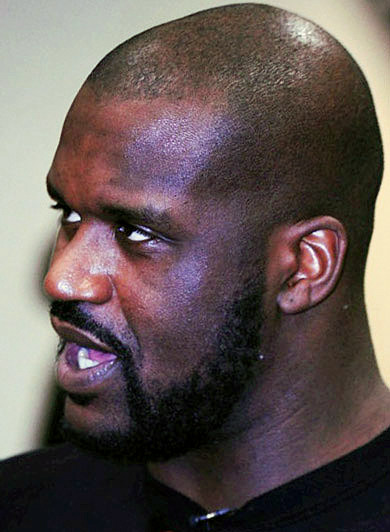
Shaquille O’Neal (* 1972)

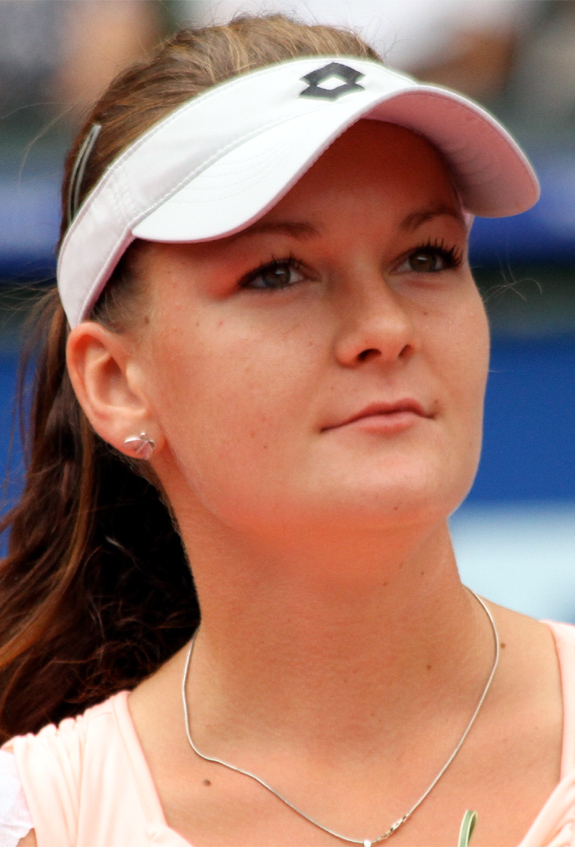
Agnieszka Radwańská (* 1989)

- 1340 – Jan z Gentu, vévoda z Lancasteru, syn anglického krále Eduarda III. († 3. února 1399)
- 1405 – Jan II. Kastilský, kastilský král († 22. července 1454)
- 1459 – Jakob Fugger, německý podnikatel († 30. prosince 1525)
- 1475 – Michelangelo Buonarroti, italský renesanční sochař a malíř († 18. února 1564)
- 1483 – Francesco Guicciardini, italský historik, filozof a diplomat († 22. května 1540)
- 1493 – Juan Luis Vives, španělský filosof († 6. května 1540)
- 1616 – Malachias Siebenhaar, německý skladatel církevní hudby († 6. ledna 1685)
- 1619 – Cyrano de Bergerac, francouzský spisovatel († 28. července 1655)
- 1716 – Pehr Kalm, švédský průzkumník a přírodovědec († 16. listopadu 1779)
- 1725 – Jindřich Benedikt Stuart, člen anglické královské rodiny a římskokatolický kardinál († 13. července 1807)
- 1761 – Antoine-François Andréossy, francouzský generál a politik († 10. září 1828)
- 1769 – Ferdinand III. Toskánský, toskánský velkovévoda († 17. července 1824)
- 1779 – Antoine-Henri Jomini, francouzský důstojník a vojenský teoretik († 24. března 1869)
- 1784 – Anselme Gaëtan Desmarest, francouzský zoolog († 4. června 1838)
- 1787 – Joseph von Fraunhofer, německý fyzik († 7. červen 1826)
- 1806 – Elizabeth Barrettová-Browningová, anglická básnířka († 29. června 1861)
- 1810 – Paul Émile de Puydt, belgický botanik, ekonom a spisovatel († 28. května 1888)
- 1819 – Anton Forgách, rakouský vysoký státní úředník a politik († 2. dubna 1885)
- 1823 – Karel I. Württemberský, 3. württemberský král († 6. října 1891)
- 1834 – George Du Maurier, britský ilustrátor a spisovatel († 8. října 1896)
- 1838 – Simon Winawer, polský šachový mistr († 29. listopadu 1919)
- 1841 – Alfred Cornu, francouzský fyzik († 12. dubna 1902)
- 1844 – Ludwig Wrba, předlitavský politik († 20. srpna 1927)
- 1846 – Henry Radcliffe Crocker, britský dermatolog († 22. srpna 1909)
- 1850 – Adolf Martens, německý metalurg († 24. července 1914)
- 1860 – Frederick George Jackson, britský polární průzkumník († 13. března 1938)
- 1870 – Oscar Straus, vídeňský skladatel operety († 11. ledna 1954)
- 1871 – Zoltán Bálint, maďarský architekt († 17. ledna 1939)
- 1877 – Harold E. Palmer, anglický lingvista († 16. listopadu 1949)
- 1883 – Vilho Petter Nenonen, finský generál († 17. února 1960)
- 1893 – Furry Lewis, americký bluesový zpěvák a kytarista († 14. září 1981)
- 1894 – Edgar Julius Jung, německý právník a politik († 1. července 1934)
- 1897 – Herbert Otto Gille, generál Waffen-SS († 26. prosince 1966)
- 1901 – Rudolf Fischer, německý spisovatel († 6. června 1957)
- 1904
  - Anatole Saderman, argentinský fotograf († 31. října 1993)
  - Josef Schmidt, rakouský tenor († 16. listopadu 1942)
- 1906 – Lou Costello, americký komik, herec († 3. března 1959)
- 1909 – Stanisław Jerzy Lec, polský básník a satirik († 7. května 1966)
- 1910 – Rudolf Vsevolodovič Vjatkin, ruský sinolog († 10. října 1995)
- 1917
  - Donald Davidson, americký filosof († 30. srpna 2003)
  - Will Eisner, americký ilustrátor a výrobce kreslených filmů († 3. ledna 2005)
- 1918 – Howard McGhee, americký trumpetista († 17. července 1987)
- 1920 – Jadwiga Dackiewiczová, polská spisovatelka a překladatelka († 25. října 2003)
- 1923 – Wes Montgomery, americký jazzový kytarista († 15. června 1968)
- 1924 – William Hedgcock Webster, americký právník, ředitel CIA a FBI († 8. srpna 2025)
- 1926
  - Andrzej Wajda, polský režisér († 9. října 2016)
  - Alan Greenspan, americký ekonom
- 1927
  - Gordon Cooper, americký astronaut († 4. října 2004)
  - Gabriel García Márquez, kolumbijský spisovatel, Nobelova cena 1982 († 17. dubna 2014)
- 1929 – Nicolas Bouvier, švýcarský cestovatel, spisovatel († 17. února 1998)
- 1930 – Lorin Maazel, americký dirigent, houslista a skladatel († 13. července 2014)
- 1932 – Bronisław Geremek, polský politik a historik († 13. července 2008)
- 1935
  - Manfred Rulffs, německý veslař, olympijský vítěz († 15. ledna 2007)
  - Ron Delany, irský olympijský vítěz v běhu na 1500 m
- 1937
  - Ben Keith, americký kytarista, klávesista, skladatel a producent († 26. července 2010)
  - Valentina Těreškovová, ruská kosmonautka, první žena ve vesmíru
- 1938
  - Francesco Coccopalmerio, italský kardinál
  - Joel Meyerowitz, americký reportážní fotograf
- 1939 – Peter Glotz, německý politik, publicista, politolog († 25. srpna 2005)
- 1940 – Homero Aridjis, mexický spisovatel, diplomat
- 1941 – Peter Brötzmann, německý saxofonista a klarinetista
- 1942 – Světlana Gannuškinová, ruská matematička a lidskoprávní aktivistka
- 1944 – Kiri Te Kanawa, novozélandská sopranistka, operní pěvkyně
- 1946 – David Gilmour, britský kytarista a zpěvák, člen skupiny Pink Floyd
- 1947
  - Rob Reiner, americký herec, komik a filmař
  - Dick Fosbury, americký atlet († 12. března 2023)
- 1948
  - Karl-Josef Kuschel, německy teolog
  - Vasilios Skuris, řecký právník, předseda Evropského soudního dvora
- 1949 – Shaukat Aziz, pákistánský ministerský předseda
- 1951 – Walter Trout, americký zpěvák a kytarista
- 1953 – Carolyn Porco, americká astronomka
- 1954
  - Joey DeMaio, americký baskytarista a lídr skupiny Manowar
  - Harald Schumacher, německý fotbalový brankář
- 1958 – Tom Arnold, americký herec a komik
- 1964 – Yvette Wilson, americká herečka († 14. června 2012)
- 1968 – Moira Kelly, americká herečka
- 1971 – Greg Johnson, kanadský hokejový útočník († 8. července 2019)
- 1972
  - Shaquille O'Neal, americký basketbalista
  - Jaret Reddick, americký zpěvák a kytarista
- 1974 – Guy Garvey, britský zpěvák
- 1989 – Agnieszka Radwańska, polská tenistka
- 1992 – Sam Bankman-Fried, podnikatel, investor a zakladatel kryptoměnové burzy FTX
- 2001 – Zoi Sadowská Synnottová, novozélandská snowboardistka

## Úmrtí
Automatický abecedně řazený seznam existujících biografií viz Kategorie:Úmrtí 6. března

### Česko

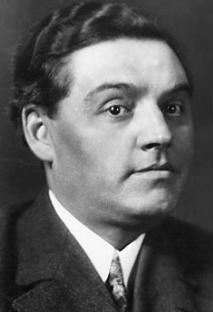
Karel Hugo Hilar († 1935)

- 1282 – Anežka Česká, princezna a abatyše Anežského kláštera (* 20. ledna 1211)
- 1606 – Zbyněk Berka z Dubé a Lipé, arcibiskup pražský (* 1551)
- 1847 – Josef Ringhoffer, mědikovecký mistr a podnikatel (* 29. října 1785)
- 1862 – František Šebek, architekt, stavitel a politik (* 15. ledna 1814)
- 1870 – Alois Bubák, malíř (* 20. srpna 1824)
- 1893 – Ladislav Jan Pospíšil, knihtiskař, spisovatel a náměstek purkmistra Hradce Králové (* 1848)
- 1902 – Vilém Kurz starší, spisovatel a politik (* 13. června 1847)
- 1903 – Tomáš Václav Bílek, pedagog a historik (* 30. září 1819)
- 1912 – Vilém Blažek, olomoucký kanovník a biskup (* 29. dubna 1837)
- 1921 – Josef Teige, právník a historik (* 1. června 1862)
- 1929 – Josef Holeček, spisovatel (* 27. února 1853)
- 1935 – Karel Hugo Hilar, spisovatel a divadelní režisér (* 5. listopadu 1885)
- 1942 – Ladislav Moulík, tělovýchovný pracovník a člen sokola, účastník druhého odboje (* 28. června 1892)
- 1945 – Rudolf Karel, hudební skladatel a dirigent (* 9. listopadu 1880)
- 1959 – Jan Čermák, pilot a průkopník letectví (* 7. října 1870)
- 1965 – Ján Ševčík, politik (* 13. února 1896)
- 1968 – Iša Krejčí, hudební skladatel (* 10. července 1904)
- 1970
  - Wlastimil Hofman, česko-polský akademický malíř (* 27. dubna 1881)
  - Valter Feldstein, překladatel (* 3. ledna 1911)
- 1971 – Lída Sudová, herečka (* 31. července 1881)
- 1973 – František Jílek-Oberpfalcer, jazykovědec, vysokoškolský pedagog a překladatel (* 9. srpna 1890)
- 1981 – Marta Jirásková, sochařka (* 7. března 1898)
- 1987 – Alois Moravec, malíř, grafik, ilustrátor a pedagog (* 5. ledna 1899)
- 1989 – Bohumil Šmída, filmový herec a produkční (* 16. ledna 1914)
- 1990 – Václav Bára, fotbalista (* 15. června 1908)
- 1993 – Václav Davídek, historik (* 23. dubna 1913)
- 1996 – Zdeněk Škrland, kanoista, zlato na OH 1936 (* 6. února 1914)
- 1998 – Miroslav Protiva, chemik (* 17. listopadu 1921)
- 2003 – Luděk Pachman, mezinárodní šachový velmistr (* 11. května 1924)
- 2008 – Stanislav Konopásek, hokejista (* 18. dubna 1923)
- 2011 – Rostislav Čtvrtlík, herec (* 9. listopadu 1963)
- 2014 – Jiří Dadák, závodník v hodu kladivem (* 7. března 1926)
- 2018 – Vlastimil Bedrna, herec (* 8. února 1929)
- 2025 – Josef Zíma, zpěvák, herec, dabér a moderátor (* 11. května 1932)

### Svět

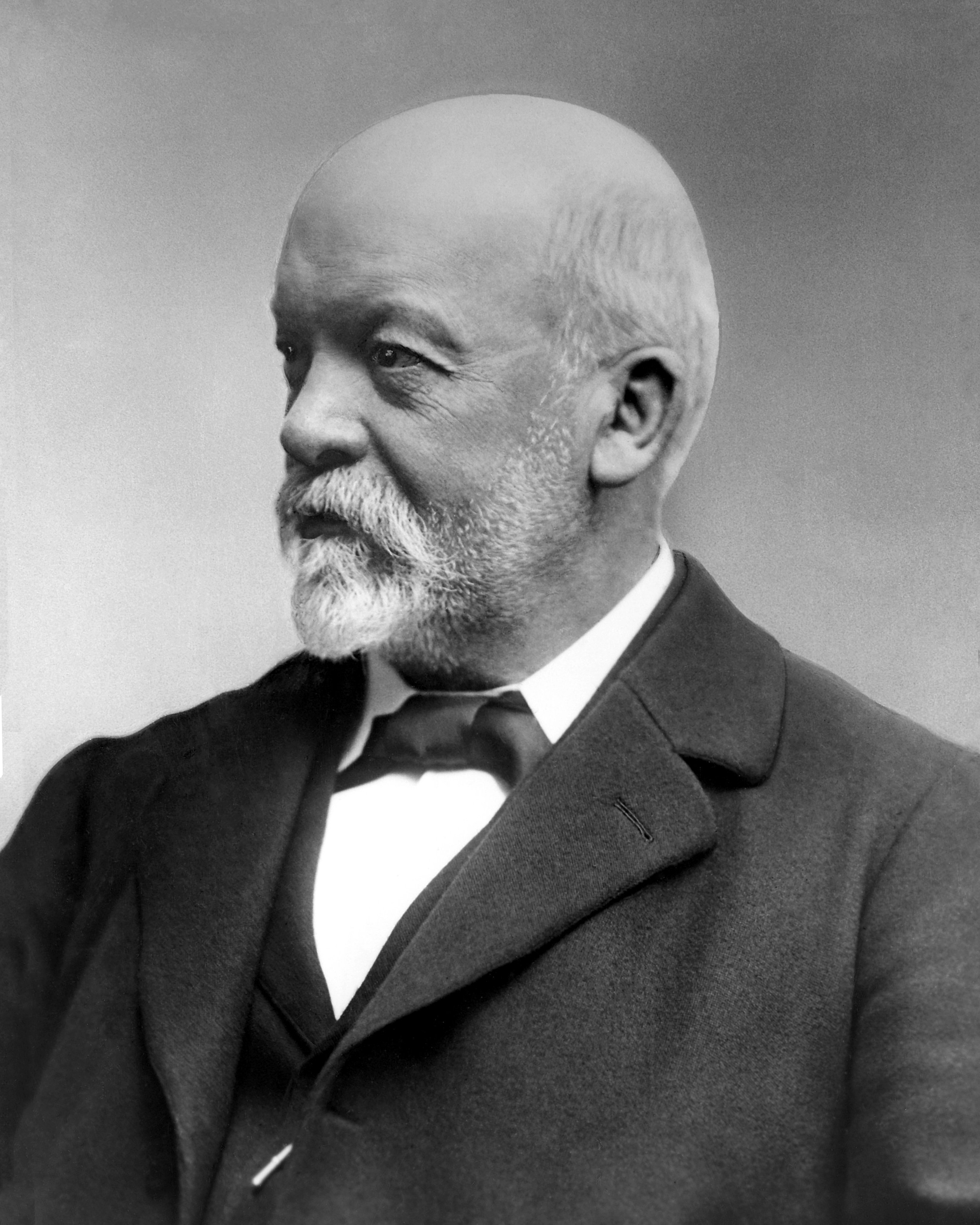
Gottlieb Daimler († 1900)

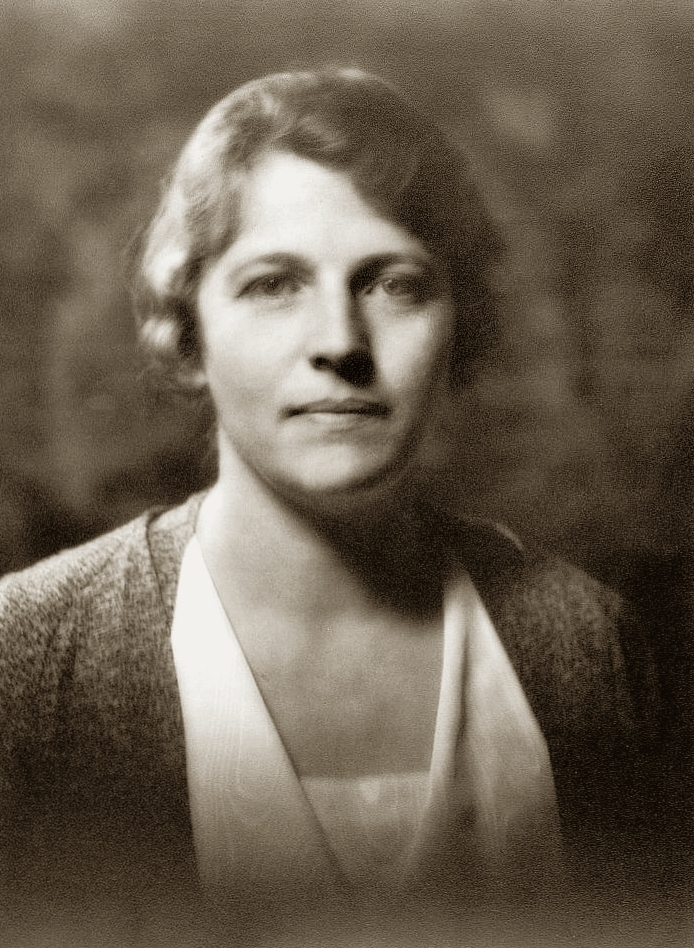
Pearl S. Bucková († 1973)

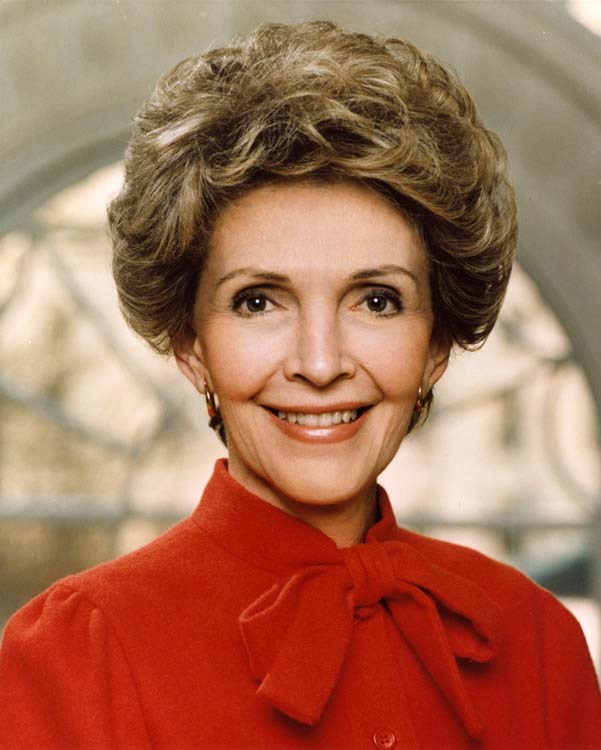
Nancy Reaganová († 2016)

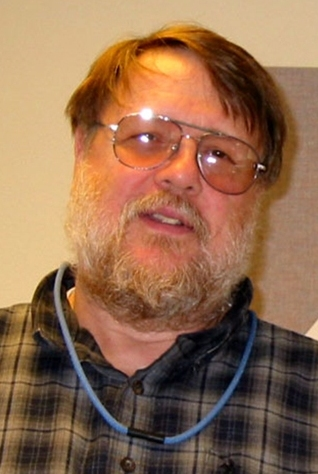
Ray Tomlinson († 2016)

- 1531 – Sie Čchien, politik a učenec čínské říše Ming (* 11. ledna 1450)
- 1616 – Francis Beaumont, anglický dramatik (* 1584)
- 1683 – Guarino Guarini, italský matematik, filozof a architekt pozdního baroka (* 7. ledna 1624)
- 1702 – Giovanni Pietro Tencalla, italsko-švýcarský architekt (* 17. listopadu 1629)
- 1754 – Henry Pelham, britský státník (* 25. září 1694)
- 1762 – Antonie Amálie Brunšvicko-Wolfenbüttelská, brunšvicko-wolfenbüttelská princezna a vévodkyně (* 22. dubna 1696)
- 1764 – Philip Yorke, 1. hrabě z Hardwicke, britský právník a zakladatel rodu Yorku (* 1. prosince 1690)
- 1768 – Conrad Beissel, německý mystik (* 1. března 1691)
- 1797 – William Hodges, anglický malíř (* 28. října 1744)
- 1836 – William Travis, plukovník texaské armády v období Texaské revoluce (* 1. srpna 1809)
- 1842 – Constanze Mozartová, manželka Wolfganga Amadea Mozarta (* 5. ledna 1763)
- 1866 – William Whewell, všestranný britský vědec a spisovatel (* 24. května 1794)
- 1867 – Peter von Cornelius, malíř (* 23. září 1783)
- 1888 – Louisa May Alcottová, americká spisovatelka (* 29. listopadu 1832)
- 1900 – Gottlieb Daimler, průkopník automobilismu a konstruktér (* 17. března 1834)
- 1901 – John Jabez Edwin Mayall, anglický portrétní fotograf (* 17. září 1813)
- 1909 – João Barbosa Rodrigues, brazilský botanik (* 22. června 1842)
- 1915 – George Cadogan, 5. hrabě Cadogan, britský politik a šlechtic (* 12. května 1840)
- 1930 – Alfred von Tirpitz, německý velkoadmirál (* 19. března 1849)
- 1932 – John Philip Sousa, americký hudební skladatel (* 6. listopadu 1854)
- 1933 – Antonín Čermák, starosta Chicaga českého původu (* 9. května 1873)
- 1935 – Max Hussarek von Heinlein, předseda vlády Předlitavska (* 8. května 1865)
- 1937 – Rudolf Otto, německý luteránský teolog (* 25. září 1869)
- 1939 – Ferdinand von Lindemann, německý matematik (* 12. dubna 1852)
- 1941 – Gutzon Borglum, americký sochař dánského původu (* 25. března 1867)
- 1947 – Halford Mackinder, britský geograf (* 15. února 1861)
- 1950 – Albert Lebrun, bývalý francouzský prezident (* 29. srpna 1871)
- 1951
  - Volodymyr Vynnyčenko, ukrajinský spisovatel (* 26. července 1880)
  - Ivor Novello, velšský hudební skladatel a herec (* 15. ledna 1893)
- 1952 – Jürgen Stroop, německý generál, válečný zločinec (* 26. září 1895)
- 1954 – Karel Eduard Sasko-Kobursko-Gothajský, poslední sasko-kobursko-gothajský vévoda (* 19. července 1884)
- 1964 – Pavel I. Řecký, řecký král (* 14. prosince 1901)
- 1965 – Sonja Grafová, německá, později americká šachistka (* 16. prosince 1908)
- 1967 – Zoltán Kodály, maďarský skladatel (* 16. prosince 1882)
- 1973
  - Pearl S. Bucková, americká spisovatelka, původem z Číny, nositelka Nobelovy ceny za literaturu (* 26. června 1892)
  - Paul Klecki, švýcarský dirigent polského původu (* 21. března 1900)
- 1975 – Glenn Hardin, americký sprinter, olympijský vítěz z roku 1936 (* 1. července 1910)
- 1982 – Ayn Randová, americká spisovatelka a filosofka (* 2. února 1905)
- 1984 – Martin Niemöller, německý teolog (* 14. ledna 1892)
- 1986 – Georgia O'Keeffe, americká malířka (* 15. listopadu 1887)
- 1991 – Hans Jürgen Kallmann, německý malíř (* 20. května 1908)
- 1992 – Maria Helena Vieira da Silva, portugalská malířka (* 13. červen 1908)
- 1994
  - Melina Mercouri, řecká herečka, zpěvačka a politička (* 18. října 1920)
  - Tengiz Abuladze, gruzínský filmový režisér (* 31. ledna 1924)
- 1997 – Cheddi Jagan, prezident Guyany (* 22. března 1918)
- 2002 – Richard Dell, novozélandský zoolog (* 11. července 1920)
- 2005 – Hans Bethe, německo-americký fyzik, laureát Nobelovy ceny (* 2. července 1906)
- 2007
  - Allen Coage, americký judista a profesionální zápasník, držitel bronzové medaile z OH 1976 (* 22. října 1943)
  - Jean Baudrillard, francouzský filosof a fotograf (* 29. července 1929)
  - Ellen Bergmanová, švédská herečka (* 23. dubna 1919)
- 2008 – Peter Poreku Dery, arcibiskup Tamaly, ghanský kardinál (* 10. května 1918)
- 2010 – Mark Linkous, americký hudebník (* 9. září 1962)
- 2011 – Ján Popluhár, nejlepší slovenský fotbalista 20. století (* 12. září 1935)
- 2012
  - Joe Byrd, americký kontrabasista a kytarista (* 21. května 1933)
  - Robert B. Sherman, americký skladatel filmové hudby (* 19. prosince 1925)
  - Guy Rosolato, francouzský psychoanalytik (* 1924)
- 2013 – Alvin Lee, britský kytarista (* 19. prosince 1944)
- 2014
  - Gizela Gáfriková, slovenská básnířka a literární historička (* 20. října 1945)
  - Jean-Louis Bertuccelli, francouzský filmový režisér (* 3. června 1942)
- 2015 – Osi Rhys Osmond, velšský malíř a televizní a rozhlasový moderátor (* ? 1943)
- 2016
  - Nancy Reaganová, americká herečka, první dáma USA jako manželka Ronalda Reagana (* 6. června 1921)
  - Ray Tomlinson – odesilatel prvního emailu a popularizátor symbolu @ (* 23. dubna 1941)
- 2018 – John Sulston, anglický biolog, nositel Nobelovy ceny za fyziologii nebo lékařství (* 27. března 1942)
- 2020
  - Henri Richard, kanadský hokejista  († 29. února 1936)
  - McCoy Tyner, americký jazzový pianista (* 11. prosince 1938)

## Svátky

### Česko
- Miroslav, Mirek, Mirko, Miromil
- Bedřich, Bedřiška
- Fridolín

### Svět
- Den jódu
- Ghana – Den nezávislosti
- Sýrie – Státní svátek
- Guam – Magellanův Den objevení
- Slovensko – Radoslav

### Liturgický kalendář
- Blahoslavený Friedrich
- Sv. Colette
- Sv. Fridolín

## Pranostiky

### Česko
- Svatá Felicita sníh z polí odmítá.
- Na svatého Bedřicha slunko teplem zadýchá.

| 6. březen v pražském KlementinuÚdaje jsou platné k 8. 7. 2025. | 6. březen v pražském KlementinuÚdaje jsou platné k 8. 7. 2025. | 6. březen v pražském KlementinuÚdaje jsou platné k 8. 7. 2025. |
| minimum                                                        | denní průměr                                                   | maximum                                                        |
| -------------------------------------------------------------- | -------------------------------------------------------------- | -------------------------------------------------------------- |
| −15,7 °C (1796)                                                | 3,3 °C (od 1961)                                               | 16,5 °C (1834)                                                 |